# Platysenta samula
Platysenta samula là một loài bướm đêm trong họ Noctuidae.